# Sisto Dalla Palma
Sisto Dalla Palma (Feltre, 25 aprile 1932 – Milano, 2 gennaio 2011) è stato un critico teatrale, direttore artistico e direttore teatrale italiano.

## Biografia
Era figlio di Modesto, medico primario all'ospedale Santa Maria del Prato di Feltre. Docente di Storia del teatro all'Università Cattolica di Milano, già segretario generale della Biennale di Venezia, ex direttore del Piccolo Teatro, presidente della Fonit Cetra dal 1983 al 1994 e dell'Accademia di belle arti di Brera dal 1981 al 1983, fu fondatore e presidente del Crt, il Centro di Ricerca per il Teatro di Milano, una delle prime realtà istituzionali per l'innovazione e la sperimentazione.

## Opere
- Estetica ed esperienza. Saggi, Scotti, Milano 1965
- Rito e dramma nel mondo antico, Scotti, Milano 1965
- La sacra rappresentazione di Lorenzo il Magnifico, Vita e pensiero, Milano 1965
- Mattutino. Itinerari drammaturgici dal 'Diario di un curato di campagna' di Georges Bernanos, Milano, 1992. (Messo in scena nel 1992 da Paolo Billi e Dario Marconcini)
- I fuoriscena. Esperienze e riflessioni sulla drammaturgia nel sociale, Euresis, Milano 2000 (con Claudio Bernardi e Benvenuto Cuminetti) ISBN 8887112223
- Il teatro e gli orizzonti del sacro, Vita e Pensiero, Milano 2001 ISBN 8834306910
- La scena dei mutamenti, Vita e Pensiero, Milano 2001 ISBN 8834306929